# Tratado de Zgorzelec

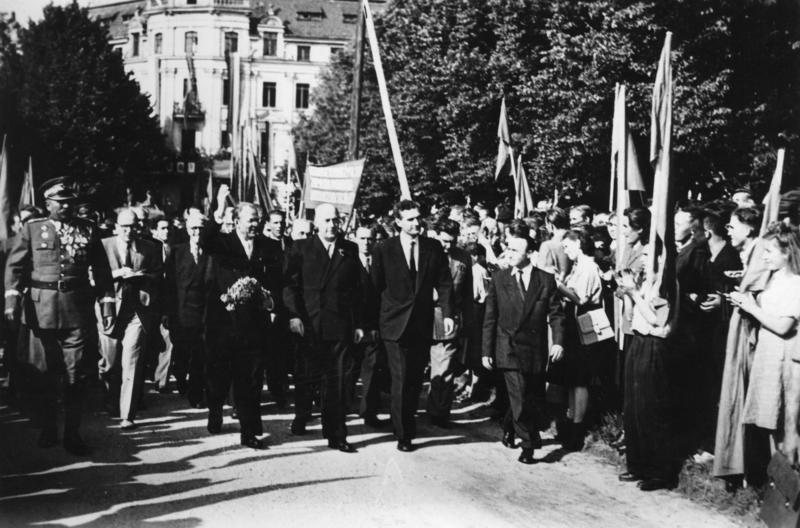
Grotewohl (esq.) e Cyrankiewicz a caminho de Zgorzelec para assinar o tratado.

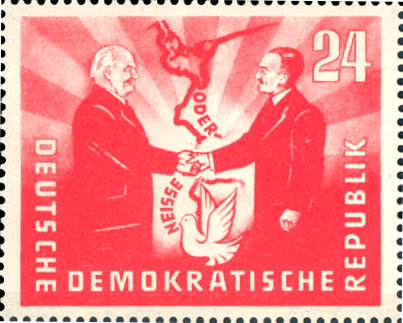
Selo da Alemanha Oriental de 1951, comemorativo do tratado de Zgorzelec, representando a linha de fronteira, e os presidentes Wilhelm Pieck (RDA) e Boleslaw Bierut (Polónia).

O Tratado de Zgorzelec, também conhecido como tratado de Görlitz, é um tratado assinado em 6 de julho de 1950 entre a República Popular da Polónia e a Alemanha Oriental (República Democrática Alemã). Foi ratificado na cidade fronteiriça polaca de Zgorzelec, situada na margem oriental do rio Neisse, que até 1945, ano da derrota alemã na Segunda Guerra Mundial, fez parte da cidade alemã de Görlitz. 

## Termos do tratado
O tratado foi assinado sob pressão da União Soviética, por Otto Grotewohl, primeiro-ministro do governo provisório da República Democrática Alemã, e pelo primeiro-ministro polaco, Jozef Cyrankiewicz. O tratado reconheceu pela primeira vez a fronteira estabelecida no final da Segunda Guerra Mundial entre Alemanha e Polónia, conhecida como Linha Oder-Neisse, que tinha sido aprovada na Conferência de Potsdam (1945) pelas potências aliadas. Os termos do acordo definiram como "fronteira existente" a que começava no Mar Báltico, a oeste da cidade de Swinoujscie, prosseguia ao longo do curso dos rios Oder e Neisse, e concluía na fronteira com a Checoslováquia. Não se mencionava, porém, a cidade de Szczecin, que se encontra na margem ocidental do Oder, e tinha sido atribuída à Polónia. O governo de Alemanha Oriental aceitou também com isto a divisão de quatro cidades fronteiriças com a Polónia: Küstrin, Frankfurt an der Oder, Guben e a própria Görlitz, cujo pequeno setor a leste do Neisse tinha passado a formar a cidade polaca de Zgorzelec.

## Consequências
O tratado não foi reconhecido nem pelo governo da Alemanha Ocidental, que não reconhecia o da Alemanha Oriental, nem pelos estados membros da OTAN. Embora tivesse sido considerado vinculante pelas autoridades comunistas da Alemanha Oriental, não foi visto como definitivo pelos membros ocidentais da comunidade internacional, nem pela Alemanha Ocidental, que faria fincapé quanto ao estatuto dos territórios situados a leste da linha Oder-Neisse era o de "sob administração polaca e soviética". A situação manter-se-ia até ter sido nomeado o chanceler Willy Brandt, que iniciou uma política de abertura para com o bloco socialista da Europa de Leste. Isto tornou possível a assinatura do Tratado de Varsóvia em dezembro de 1970, no qual se reconhecia de facto a fronteira por parte da Alemanha Ocidental.